# Lovnik
Lovnik este o localitate din comuna Poljčane, Slovenia, cu o populație de 36 de locuitori.